# Bosó escalar
Un bosó escalar és un bosó l'espín del qual és zero (és el terme escalar el que fixa aquest valor al zero).
El nom "bosó escalar" ve de la teoria quàntica de camps. Es refereix a una partícula que es transforma com un escalar sota una transformació de Lorentz.

## Exemples
- Diverses partícules compostes conegudes són bosons escalars, per exemple la partícula alfa i el mesó pi. Entre els mesons escalars, es pot distingir entre els escalars purs i els mesons pseudoescalars.
- L'únic bosó escalar elemental en el model estàndard de física de partícules és el bosó de Higgs[2] descoberta a l'LHC. Hi ha altres hipotètics bosons fonamentals, entre aquests l'inflató.[3]